# Last Thoughts on Woody Guthrie
«Last Thoughts on Woody Guthrie» es un poema del músico estadounidense Bob Dylan. Fue recitado en directo durante su concierto en el Town Hall de Nueva York el 12 de abril de 1963 y publicado en el recopilatorio The Bootleg Series Volumes 1-3 (Rare & Unreleased) 1961-1991 después de años apareciendo en bootlegs como la caja recopilatoria Ten of Swords de 1985.

## Historia
La interpretación de Dylan en el Town Hall el 12 de abril fue utilizada para debutar varias composiciones nuevas, entre ellas «Tomorrow Is a Long Time», «Dusty Old Fairgrounds», «Ramblin' Down Thru the World» y «Bob Dylan's New Orleans Rag». Sin embargo, al final del concierto, Dylan regresó al escenario para recitar uno de sus poemas en público, «Last Thoughts on Woody Guthrie», que no recitó nunca más. En su introducción, Dylan explicó que había escrito la pieza cuando se le pidió «escribir algo sobre Woody... qué significa para ti Woody Guthrie en veinticinco palabras» ante la inminente publicación de un libro sobre Guthrie. Luego explica que «no podía hacerlo, escribí sobre cinco páginas, y lo tengo aquí, lo traje por accidente, en realidad». Al parecer, el poema describe sus «sentimientos hacia Woody Guthrie», aunque su nombre no se menciona hasta la última estrofa.